# ウィリアム・ジャクソン (書記官)
ウィリアム・ジャクソン（英:William Jackson、1759年3月9日-1828年12月17日）は、アメリカ独立の時の人物であり、フィラデルフィアでのアメリカ合衆国憲法制定会議で書記官を務めたことが最も注目された。アメリカ独立戦争中は大陸軍でも功績を挙げた。戦後、ジョージ・ワシントン大統領の個人秘書の一人として仕えた。

## 初期の経歴と軍歴
ジャクソンはイングランドのカンバーランドで生まれ、両親が死んだ後で、サウスカロライナのチャールストンに移住した。ジャクソンは家族の友人であり、著名な商人のオウェン・ロバーツに育てられた。ロバーツは民兵大隊の指揮官だった。1775年に戦争が勃発すると、ロバーツが愛国者軍に加わり、ジャクソンも従った。おそらくロバーツが、第1サウスカロライナ連隊でジャクソンが見習士官になることを助けた。1776年5月、ジャクソンは少尉に任官された。
1776年6月、チャールストンの近くでジャクソンは初めて戦闘に参加した。彼の連隊はイギリス軍ヘンリー・クリントン将軍のサリバン砦攻撃を撃退した。この部隊はその後長期間チャールストン市の防衛に就き、その間愛国者のチャールズ・コーツワース・ピンクニーが第1サウスカロライナ連隊の指揮を執った。1777年遅く、ジャクソンはロバート・ハウ少将の指揮で、イギリス領東フロリダのセントオーガスティンに対する発想のまずい遠征隊に加わった。この遠征は見事に失敗し、アメリカ軍は病気で倒された。ジャクソンは生き残って1778年にサウスカロライナに帰った。
フロリダからの帰還後、南部の諸連隊はマサチューセッツのベンジャミン・リンカーン少将の指揮下に置かれた。ピンクニーはリンカーンに、北部人としてその南部の軍隊に関わる手助けを行う副官が必要であることを確信させた。ジャクソンがこの任に選ばれ、一時的に少佐の位に昇進した。ジャクソンはリンカーンの副官として、1779年のストノフェリーの戦いとサバンナ包囲戦に参戦した。1780年、リンカーン将軍は長きにわたったチャールストン包囲戦の後で降伏した。ジャクソンは捕虜士官としてフィラデルフィアに船で連れて行かれた。数ヶ月後、捕虜交換で大陸軍に戻された。
ジャクソンは有能な参謀士官として、ジョージ・ワシントン将軍の参謀に入り、将軍の副官ジョン・ローレンスの秘書を務めた。戦争中の多くの期間をローレンスと共にヨーロッパで過ごし、アメリカに戻ると短期間ワシントンの副官、およびリンカーンの陸軍省次官補を務めた。ジャクソンは1783年に戦争が終わると軍隊を離れた。

## アメリカ合衆国憲法制定会議

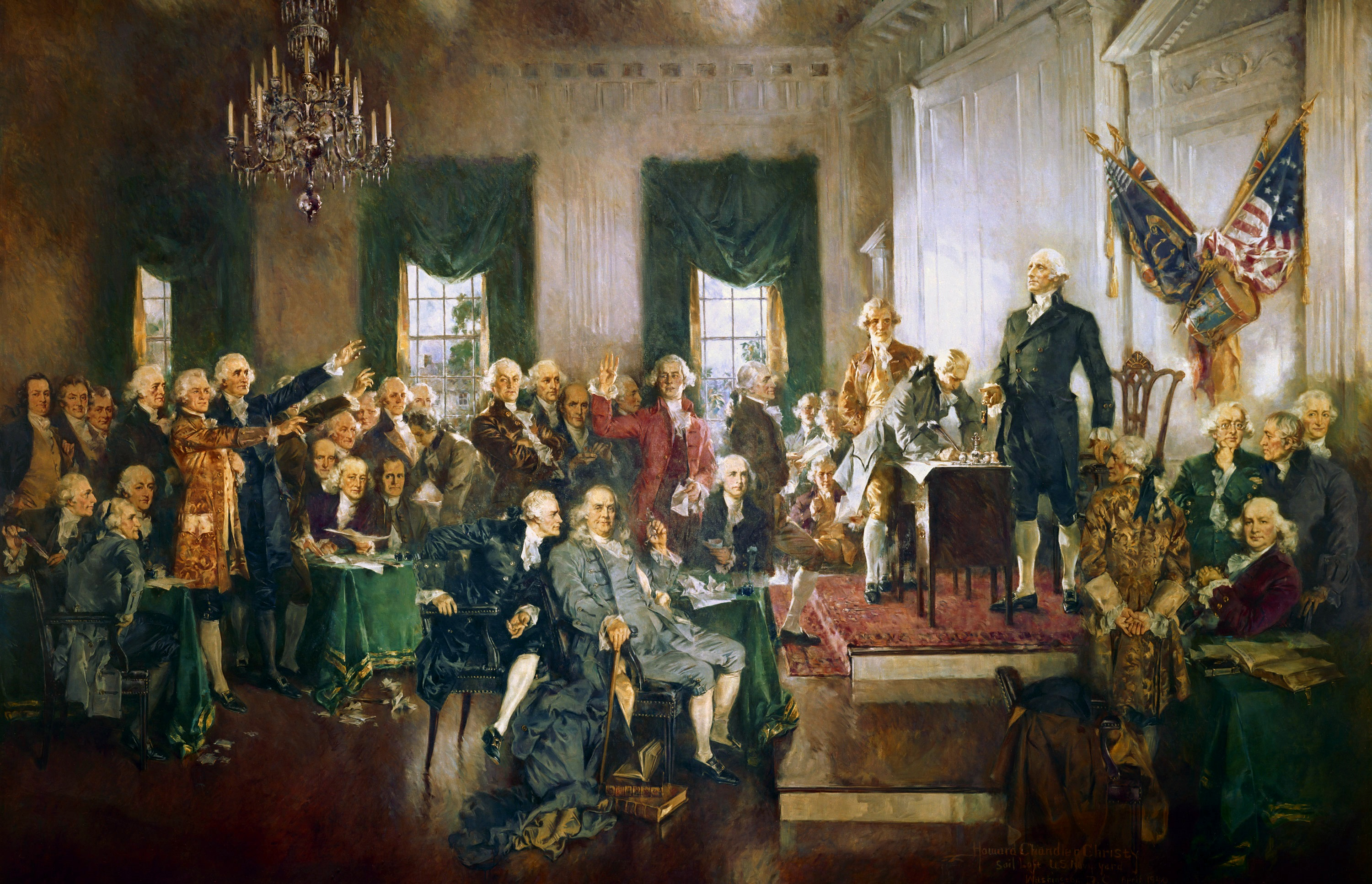
アメリカ合衆国憲法に署名する様子。ジャクソンは中央に立っている赤服。

戦争後数年経った1787年、ジャクソンはワシントンに手紙を書いて、フィラデルフィア会議の書記官の仕事を申し込んだ。会議の初日である1787年5月25日、アレクサンダー・ハミルトンがジャクソンをこのポスト候補に指名し、代議員達はウィリアム・テンプル・フランクリンよりもジャクソンを選んだ。フランクリンはベンジャミン・フランクリンの孫であり、パリ条約交渉の時には祖父の秘書として働いた経験があった。
ジャクソンは会議書記官として多忙であり、会議記録の機密を守ること、公式議事録を取ること、および会議記録以外の記録を抹消することがあった。ジャクソンは代議員達が憲法に署名したことを証明するために「書記官ウィリアム・ジャクソンが証明」と署名した。この署名を行うことで、ジャクソンは憲法の40番目の署名者になった。
ジャクソンはまた、署名の日から数日後の1787年9月20日にニューヨーク市で開催されたアメリカ合衆国議会で憲法を朗読する光栄に浴した。

## 会議後の人生
ジャクソンは会議前から法律の勉強をしており、1788年に法廷弁護士として認められた。ジョージ・ワシントンが1789年に大統領に就任したとき、ジャクソンを個人秘書に選んだ。ジャクソンは1791年にこの職を辞し、公務員と法律の仕事を続けたが、一時期、フィラデルフィアの連邦党の新聞「ポリティカル・アンド・コマーシャル・レジスター」の編集委員を務めた。ジャクソンは36歳の1795年に結婚した。1800年からその死の1828年まではシンシナティ協会の全国的書記官として、活動的な退役兵を続けた。